# Frank Jacob (Historiker)
Frank Jacob (* 8. August 1984 in Schmalkalden) ist ein deutscher Historiker und Japanologe.

## Leben
Frank Jacob studierte von 2004 bis 2010 an der Julius-Maximilians-Universität Würzburg sowie an der Universität Osaka Geschichte und Japanologie. Im Jahr 2012 wurde er nach zwei Jahren Promotionsstudium an der Friedrich-Alexander-Universität Erlangen-Nürnberg im Fachbereich Japanologie mit einer Arbeit zu Geheimgesellschaften in Deutschland und Japan promoviert. Seit 2011 ist er Herausgeber der Reihe Globalhistorische Komparativstudien/Comparative Studies from a Global Perspective. Nach Tätigkeiten als Lehrbeauftragter an der Friedrich-Alexander-Universität und der Heinrich-Heine-Universität Düsseldorf war er ab 2013 Wissenschaftlicher Assistent an der Julius-Maximilians-Universität, Lehrstuhl für Neueste Geschichte I bei Wolfgang Altgeld.
Im Jahr 2014 erhielt er einen Ruf auf eine Tenure-Track-Professur für „Welt- und Globalgeschichte ab 1500“ an die City University of New York. 2016 wurde er von der Academy for the Humanities and Sciences der City University of New York für seine Forschungsarbeiten mit dem Henry Wasser Award for Outstanding Assistant Professors ausgezeichnet. Seit 2018 ist Jacob Professor für die Globalgeschichte des 19. und 20. Jahrhunderts an der Nord Universität, Norwegen.
Jacob ist Herausgeber des Nachlasses von Kurt Eisner, ein Projekt, welches zwischen 2015 und 2018 von der Rosa-Luxemburg-Stiftung gefördert wurde. Er ist darüber hinaus Mitherausgeber der Reihen War (Hi)Stories (Brill/Schöningh) sowie Genocide and Mass Violence in the Age of Extremes (De Gruyter).
Schwerpunkte seiner Lehr- und Forschungstätigkeit sind die deutsche und japanische Geschichte des 19. und 20. Jahrhunderts, Komparativgeschichte sowie globale und transnationale Fragestellungen mit einer kulturhistorischen Ausrichtung von 1500 bis 1945. Darüber hinaus ist Jacob an Arbeiten zur Aschaffenburger Stadtgeschichte beteiligt.

## Schriften (Auswahl)
als Autor
- 2010: Die Thule-Gesellschaft, uni-edition, Berlin.
- 2013: Die Thule-Gesellschaft und die Kokuryûkai, Königshausen & Neumann, Würzburg.
- 2014: Japanism, Pan-Asianism, Terrorism – A Short History of the Amur Society (Black Dragons) 1901–1945, Academica Press, Palo Alto.
- 2015: Geheimgesellschaften, Kohlhammer, Stuttgart.
- 2016: The Military Revolution in Early Modern Europe: A Revision, co-authered with Gilmar Visoni-Alonzo, Palgrave, London.
- 2017: Tsushima 1905: Ostasiens Trafalgar, Ferdinand Schöningh, Paderborn
- 2018: The Russo-Japanese War and its Shaping of the 20th Century, Routledge, London and New York
- 2018: George Kennan on the Spanish American War: A Critical Edition of "Cuba and the Cubans", Palgrave, London.
- 2018: Japanese War Crimes during World War II: Atrocity and the Psychology of Collective Violence, Praeger, Santa Barbara.
- 2019: Revolution und Räterepublik in Unterfranken, Königshauen&Neumann, Würzburg.
- 2020: 1917 – Die korrumpierte Revolution, Büchner, Marburg (Open Access).
- 2020: Emma Goldman and the Russian Revolution: From Admiration to Frustration, De Gruyter, Berlin (Open Access).
- 2020: Gallipoli 1915/16: Britanniens bitterste Niederlage, De Gruyter, Berlin (Open Access).
- 2021: Rosa Luxemburg: Living and Thinking the Revolution, Büchner, Marburg.
- 2021: Emma Goldman: Ein Leben für die Freiheit, Hentrich&Hentrich, Berlin.
- 2021: Rosa Luxemburg: Ein Leben für die Revolution, Hentrich&Hentrich, Berlin.
- 2021: Freiheit wagen!: Ein Essay zur Revolution im 21. Jahrhundert, Transcript, Bielefeld.
- 2021: Kurt Eisner: Ein unvollendetes Leben, Hentrich&Hentrich, Berlin.
- 2021: #FUCK2020 Impulse zu den Krisen und Herausforderungen des 21. Jahrhunderts, Büchner, Marburg.
- 2021: Florentine Ariosto Jones: A Yankee in Switzerland and the Early Globalization of the American System of Watchmaking, Vernon Press, Wilmington, DE.
- 2021: Ernst Papanek and Jewish Refugee Children: Genocide and Displacement, De Gruyter, Berlin (Open Access).
- 2022: Emma Goldman: Identitäten einer Anarchistin, Hentrich&Hentrich, Berlin.
- 2022: The Orientalist Semiotics of Dune: Religious and Historical References within Frank Herbert’s Universe, Büchner, Marburg (Open Access).
- 2022: #Revolution: Wer, warum, wann und wie viele? Büchner, Marburg.
- 2022: East Asia and the First World War, De Gruyter, Berlin (Open Access).
- 2022: Aus Aschaffenburg in die Welt: Das Aschaffenburger Schloss auf Ansichtskarten, Stadt- und Stiftsarchiv Aschaffenburg.
- 2023: Ernst Papanek: Ein Pädagoge im Zeitalter der Extreme. Hentrich&Hentrich, Berlin.
- 2023: Alexander Berkman: Zwischen Gefängnis und Revolution. Hentrich&Hentrich, Berlin.
- 2024: Revolution and the Global Struggle for Modernity, vol. 1: The Atlantic Revolutions. Anthem, London. (Open Access).
- 2024: The Jesuits and Religious Intercultural Management in Early Modern Times: Human Capital, a Global Mindset, and Missionary Work in Japan and Peru during the 16th and 17th Centuries, Vernon, Wilmington, DE.
- 2024: Los jesuitas y la gestión religiosa intercultural a principios de la Edad Moderna: Capital humano, mentalidad global y obra misionera en Japón y Perú durante los siglos XVI y XVII, Vernon, Wilmington, DE.
- 2024: The Radicalization of European Jews in the US Metropolis: Transatlantic Jewish Anarchism in New York City at the Turn of the 20th Century, De Gruyter, Berlin.
- 2024: Emma Goldman: Collected Essays on the Life and Impact of a Transnational Anarchist, De Gruyter, Berlin.

als Herausgeber
- 2013: Secret Societies: Comparative Studies in Culture, Society and History, Comparative Studies from a Global Perspective Vol. 1, Königshausen & Neumann, Würzburg.
- 2014: Peripheries of the Cold War, Comparative Studies from a Global Perspective Vol. 3, Königshausen & Neumann, Würzburg.
- 2015: Tabak und Gesellschaft: Vom braunen Gold zum sozialen Stigma, Nomos, Baden-Baden, hrsg. mit G. Dworok
- 2016–2019: Kurt Eisner-Studien, 7 Bände. Metropol Verlag, Berlin.
- 2016: Prostitution – A Companion of Mankind, Peter Lang Verlag, Frankfurt am Main u. a.
- 2017: War and Geography: The Spatiality of Organized Mass Violence, Ferdinand Schöningh, Paderborn. co-ed. with S. Danielson
- 2018: Migration and the Crisis of the Modern Nation State? Vernon Press, Wilmington, DE. co-edited with Adam Luedtke
- 2019: Genocide and Mass Violence in Asia: An Introductory Reader, De Gruyter, Berlin/Boston (Open Access).
- 2019: Pornography: Interdisciplinary Perspectives, Peter Lang, Berlin.
- 2019: War and Memorials, 2 Bde. (hrsg. mit Kenneth Pearl), Brill/Schöningh, Paderborn.
- 2020: Jewish Radicalisms. Historical Perspectives on a Phenomenon of Global Modernity (hrsg. mit Sebastian Kunze), De Gruyter, Berlin/Boston.
- 2020: Engels @ 200: Reading Friedrich Engels in the 21st Century, Büchner, Marburg.
- 2020: War and Stereotypes (hrsg. mit Sepp Linhart), Brill/Schöningh, Paderborn.
- 2020: War and Art (hrsg. mit Mor Presiado), Brill/Schöningh, Paderborn.
- 2020: War and Veterans (hrsg. mit Stefan Karner), Brill/Schöningh, Paderborn.
- 2020: War and Semiotics, Routledge, London/New York.
- 2020: Semmeln aus Sägemehl (hrsg. mit Swen Steinberg), Büchner, Marburg.
- 2020: Sports and Politics, De Gruyter, Berlin/Boston.
- 2021: mit Albert Scharenberg, Jörn Schütrumpf: Rosa Luxemburg. Band 1: Leben und Wirken, Marburg, ISBN 978-3-96317-244-1.
- 2021: mit Albert Scharenberg, Jörn Schütrumpf: Rosa Luxemburg. Band 2: Nachwirken, Marburg, ISBN 978-3-96317-245-8.
- 2021: mit Carsten Schapkow: Nationalism in a Transnational Age: Irrational Fears and the Strategic Abuse of Nationalist Pride, De Gruyter, Berlin/Boston (Open Access)
- 2022: War in Film: Semiotics and Conflict Related Sign Constructions on the Screen, Büchner, Marburg (Open Access).
- 2022: mit Tobias Hirschmüller: War and Communism, Brill/Schöningh, Paderborn.
- 2022: mit Sebastian Engelmann und Bernhard Hemetsberger: War and Education, Brill/Schöningh, Paderborn.
- 2022: mit Carsten Schapkow: Nationalism and Populism: Expressions of Fear or Political Strategies? De Gruyter, Berlin/Boston (Open Access)
- 2022: mit Jowan A. Mohammed: Marriage Discourses Historical and Literary Perspectives on Gender Inequality and Patriarchic Exploitation, De Gruyter, Berlin/Boston. (Open Access)
- 2023: Emma Goldman oder: Freiheit um jeden Preis. Karl Dietz Verlag, Berlin.
- 2023: mit Kim Sebastian Todzi: Genocidal Violence: Concepts, Forms, Impact. De Gruyter, Berlin/Boston. (Open Access)
- 2023: mit Jowan A. Mohammed: Gender and Protest: On the Historical and Contemporary Interrelation of Two Social Phenomena. De Gruyter, Berlin/Boston. (Open Access)
- 2023: Wallerstein 2.0: Thinking and Applying World-Systems Theory in the 21st Century. Transcript, Bielefeld. (Open Access)
- 2024: Rosa Luxemburg: Periphery and Perception, Büchner Verlag, Marburg 2024 (PDF als Open Access).
- 2025: War and Journalism: The Presentation of Conflict and Provision of Actuality, Brill/Schöningh, Paderborn.
- 2025: War and Animals: Non-Human Actors in Human Made Conflict, Brill/Schöningh, Paderborn.